# 蜕皮

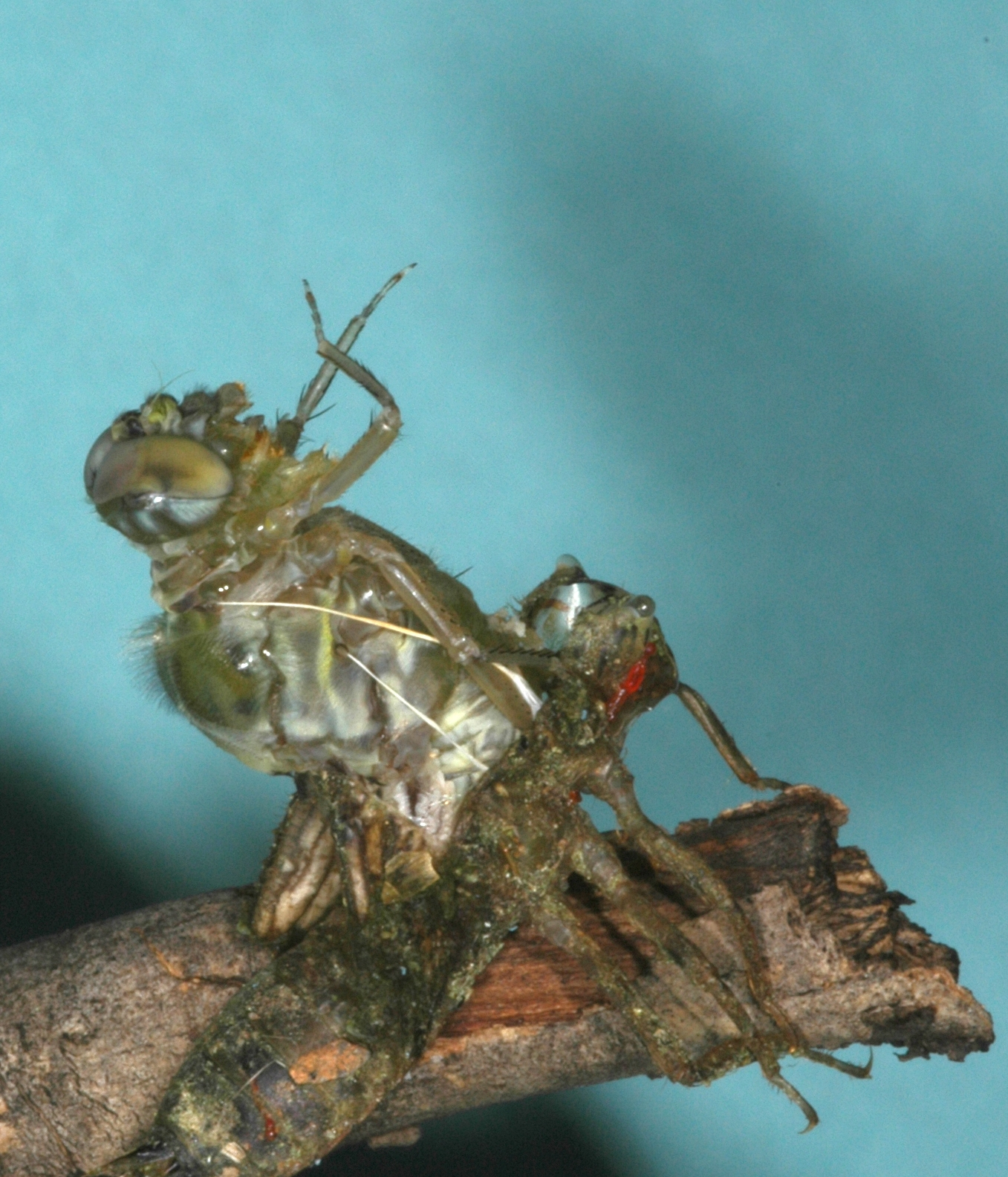
一只蜻蜓在其最终的蜕皮中，从水生若虫蜕变为羽化的成虫。

在生物学中，蜕皮，又称脱皮，或者对许多无脊椎动物来说也称为脱壳，是动物的一种惯常行为，它们将身体的一部分（通常是外层或壳，但并不总是如此）换掉，或是在特定的季节，或是在其生命周期中的特定阶段。蜕皮一般涉及表皮或其它外层的脱落。在一些物种中，身体的其它部分也可以蜕掉，例如：某些昆虫的翅膀，或节肢动物的整个外骨骼。

## 例子
| 物种     | 蜕掉部分 | 蜕皮时间                                     | 注释 |
| -------- | -------- | -------------------------------------------- | --- |
| 蛇       | 皮肤     | 定期，当旧的皮肤不能适应长大的身体时。       | 蛇在粗糙表面摩擦，以帮助蜕掉它们的皮。蛇一般是将皮整体蜕下。 |
| 蜥蜴     | 皮肤     | 定期，当旧的皮肤不能适应长大的身体时。       | 蜥蜴和蛇类似，在其它东西上摩擦，以帮助蜕掉它们的皮。然后它们会吃掉蜕下的皮，以获取钙和其它营养成分。蜥蜴蜕下的皮通常是一片一片的。                                         |
| 两栖动物 | 皮肤     | 定期。                                       | 蝾螈和青蛙定期蜕皮，然后往往会将蜕皮吃掉。 |
| 蜘蛛     | 外骨骼   | 定期，当外壳不能适应长大的身体时。           | 蜘蛛在生长时定期蜕皮，往往在蜕皮之前长时间隐居和禁食。蜘蛛在一生中蜕皮的次数各不相同，与其性别及体型大小均有关系。                                                         |
| 昆虫     | 外骨骼   | 在幼虫阶段定期，当外壳不能适应长大的身体时。 | 在完全变态的物种中，最后的蜕皮会发生身体变态，通常是从一个软体幼虫变化为能生殖的、有翅膀的，并且有时多彩的成虫。对于蜉蝣，有翅膀的半成虫最后一次蜕皮后，变成有翅膀的成虫。 |

## 爬行动物

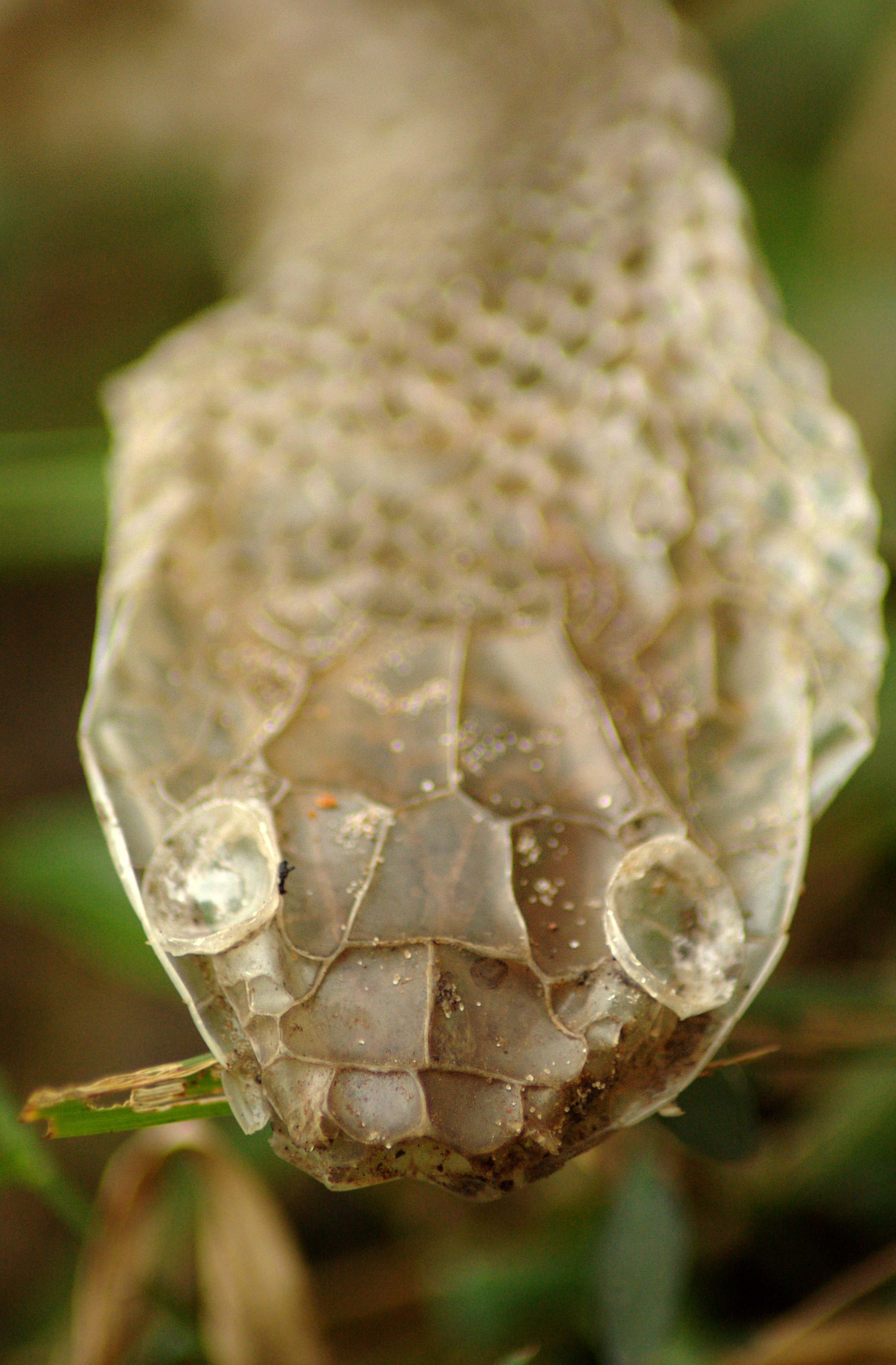
近观蛇蜕掉的皮

爬行动物的表皮是皮肤的角质化产物，没有活的细胞，不能随动物个体生长而生长。在动物个体继续生长时，表皮就会成为限制因素。这时只有退掉原来的表皮鳞被，而长出新的表皮鳞被，才能适应其长大的躯体。在爬行动物中，最熟知的蜕皮的例子是蛇的蜕皮。蛇通常依靠硬的物体，比如岩石（或两块岩石之间）或木头，来摩擦它的头，使已经被拉长的皮肤裂开。这时，蛇继续在物体上摩擦它的皮，使得最靠近头部的一端可以自行剥离，直到蛇能够从皮肤中爬出来，高效地将蛇皮的内侧翻出来。这和某些人脱袜子的方式类似——抓住袜子的开口一端向下拉，使袜子从自己身上翻下来。蜕下来的蛇皮常常是一整块，包括被丢弃的brille（眼镜），因此蜕皮对维持动物的视力是至关重要的。相比之下，蜥蜴的皮一般会脱落为几片。

## 节肢动物
对节肢动物，例如昆虫、蜘蛛和甲壳动物来说，蜕皮时蜕掉的是外骨骼（通常被称为“壳”），通常这能满足生物体继续生长的需要。通常认为蜕皮是必要的，因为外骨骼是刚性的，并不能像皮肤一样生长。但这样太简单化了，因为它忽略了一个事实，即大多数有着柔软皮肤的节肢动物也要经历蜕皮。按照其它观点，蜕皮支持变态才是根本的原因，并且新壳可以替换结构，例如为眼睛提供新的外部透镜。新壳最初是软的，而在旧壳蜕掉后会变硬。旧壳被称为蜕。蜕皮时，昆虫不能呼吸。

## 两栖动物
青蛙和蝾螈都会定期蜕皮，也都会吃掉蜕下的皮。有些物种蜕下的皮会分成多块，而有些则是一整块。

## 圖庫

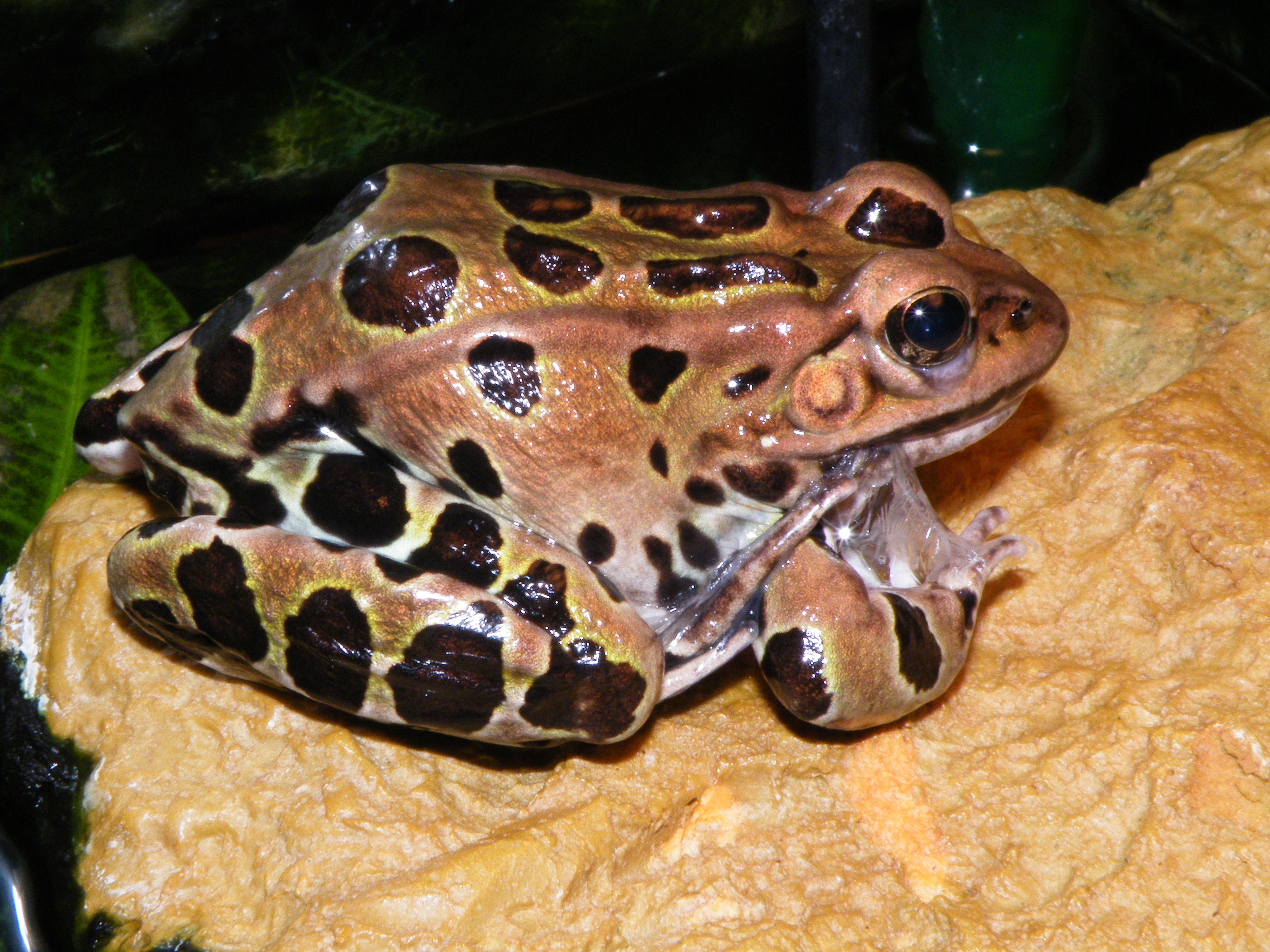
豹蛙在蜕皮，并吃掉自己蜕的皮。
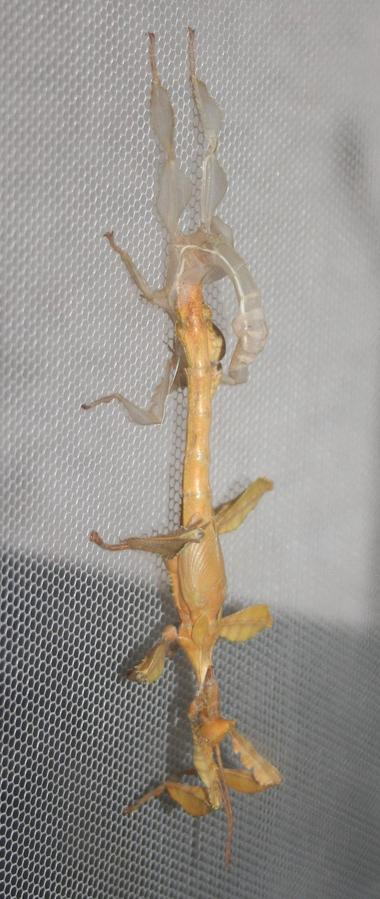
巨刺竹节虫（英语：Extatosoma tiaratum）正在从自己蜕的皮中爬出来。
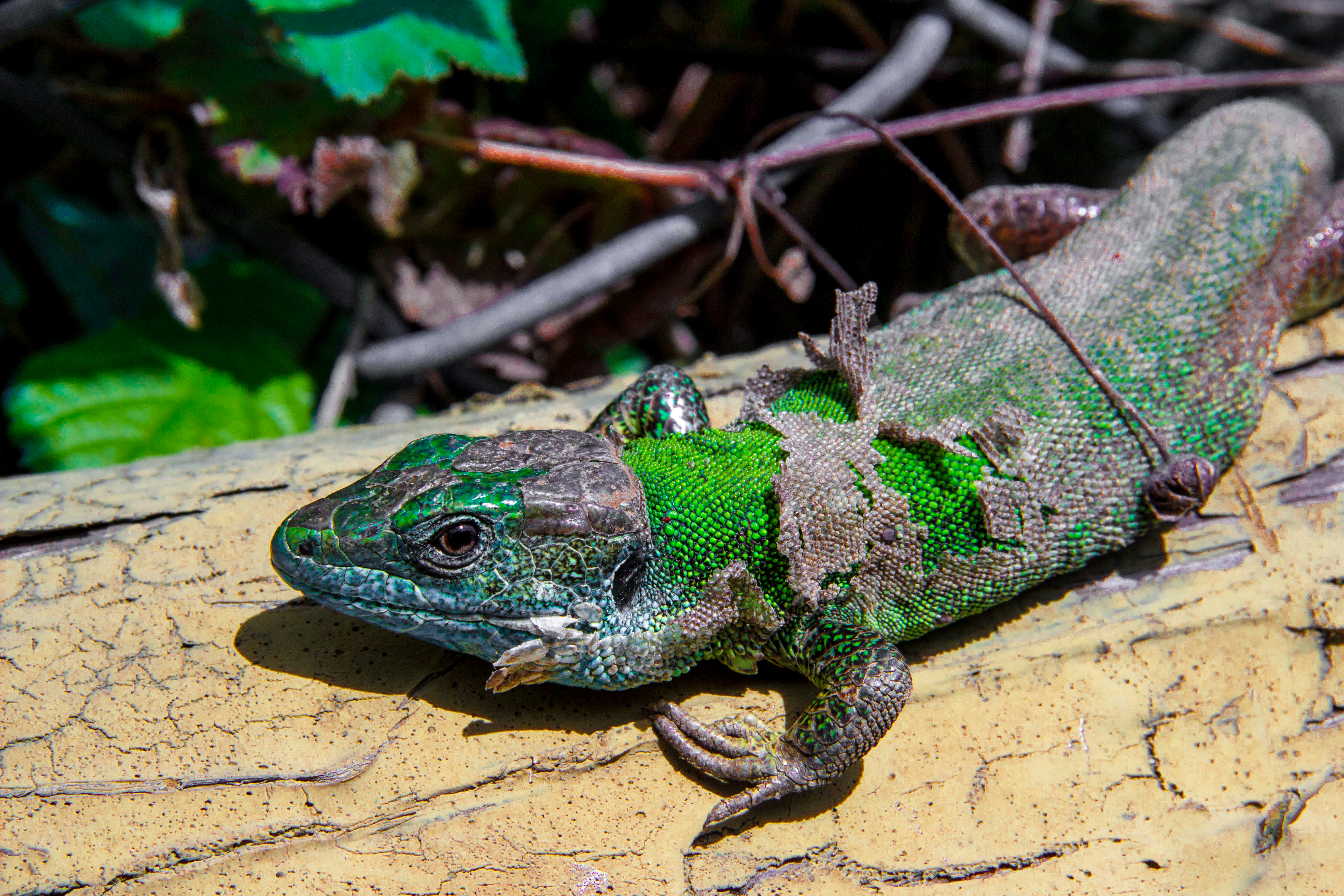
欧洲绿蜥正在蜕皮。
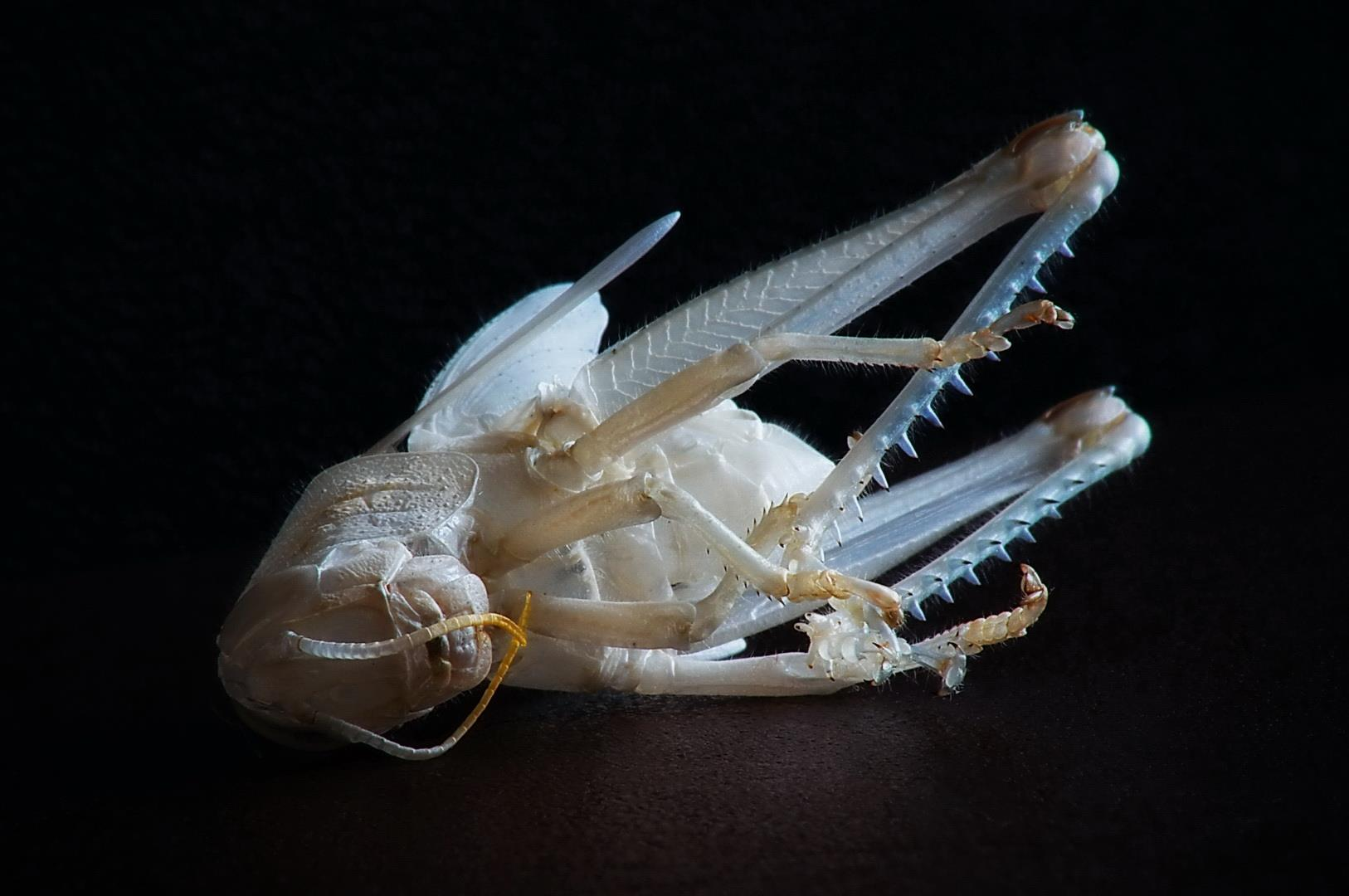
蚂蚱蜕下的皮被抛弃掉了。
蝉的蜕皮。

## 中藥
蛇蛻，即蛇蜕下来的皮，是一味很重要的中藥，功效為祛風、定驚、解毒、退翳。用於小兒驚風、抽搐痙攣、翳障、喉痹、疔腫、皮膚瘙癢。
蝉蜕，即蝉蜕下来的皮，也是一种中药，又名蝉衣、蝉退、知了皮。